# Zieselsmaar
Das Zieselsmaar ist, wie alle Villeseen, ein Restsee des Braunkohleabbaus im Rheinischen Braunkohlerevier in Nordrhein-Westfalen westlich von Köln in der Nähe der Städte Erftstadt, Kerpen und Hürth im Rhein-Erft-Kreis.

## Lage
Der See befindet sich in unmittelbarer Nähe der Bundesautobahn 1 und der Raststätte Ville. Er ist über die Abfahrt Hürth, ehemals Hürth-Knapsack, und über die Landstraße 495 Knapsack – Gymnich zu erreichen.

## Nutzung
Der See und das umliegende Gelände sind vom ortsansässigen FKK-Verein Familiensportbund Erftland Ville e. V. gepachtet. Es gibt einen FKK-Strand, und auch auf dem Gelände einschließlich der Sport- und Kinderspielplätze wird ausschließlich FKK betrieben. Außerhalb der Badesaison wird das Gelände für sportliche Veranstaltungen genutzt. Durch das sehr eisenhaltige Wasser ist der See rot-orange gefärbt, wodurch er zum Tauchen nicht geeignet ist. Die Sichttiefe beträgt nur wenige Zentimeter. Das Gebiet ist eingezäunt und von Bäumen umrandet, die auch als Sichtschutz dienen.

## Geschichte
Zieselsmaar war ein Wohnplatz mit wenigen Häusern an der Straße, die von der Heerstraße bei Kierdorf nach Berrenrath abzweigt. Dem Namen nach muss es sich damals um eine feuchte Niederung, rheinisch Maar genannt, gehandelt haben. Gegründet 1891 von Carl Brendgen und fortgeführt von der Hubertus Braunkohlen-AG wurden dort bis 1958 mit der Braunkohlengrube Concordia eine Brikett-, Verblendstein- und Klinkerfabrik unter der Adresse „Zisselsmaar Post Kierdorf“ betrieben. Weitere Fabriken des Unternehmens befanden sich in Liblar und Horrem. Nach der Auskohlung wurde das Gelände rekultiviert.

## Wasserqualität
Während des Braunkohleabbaus wurden im Gebiet um den See sulfidhaltige Sedimente, z. B. Pyrit, umgelagert, so dass diese mit dem Grundwasser in den See gelangen. Durch Oxidationsprozesse entstehen dabei Schwefelsäure und Eisenoxid. Letzteres ist für die rote Färbung des Wassers verantwortlich. Durch Kalkzugabe wird der See auf einem pH-Wert > 3 gehalten. Durch den niedrigen pH-Wert ist das Wasser so gut wie keimfrei. Jedoch werden durch die Säure verstärkt Nickel und Kobalt gelöst.